# Ото Валдбот фон Басенхайм
Ото Валдбот фон Басенхайм (на немски: Otto Waldbott von Bassenheim; † между 8 януари 1495 и 28 юни 1497 или 1498) е благородник от род Валдбот фон Басенхайм, господар на Басенхайм при Кобленц.
Той е син Ото Валдбот фон Басенхайм († пр. 1466), шериф на Кобленц и Майен, и съпругата му София фон Гюлпен-Хедесхайм († пр. 1501), дъщеря на Герхард фон Хедесхайм и Маргарета вфон Льовенщайн. Внук е на Зигфрид (Зифрид) Валдбот фон Басенхайм, шериф на Вернерсек († 1446) и Меца Бооз фон Валдек († 1447).
Майка му София фон Гюлпен се омъжва втори път на 6 октомври 1467 г. за Йохан (Ханс) фон и цу Елц († 1508). Брат е на Меца Валдбот фон Басенхайм († 1486), омъжена на 30 януари 1477 г. за фрайхер Хайнрих VI фон Пирмонт-Еренбург († 1504/1505). Полубрат е на Ханс фон и цу Елц 'Младия' († 1504).
Роднина е на Хайнрих Валпот фон Басенхайм († 1200), първият Велик магистър на Тевтонския орден.
Прадядо е на фрайхер Клеменс Август Валдбот фон Басенхайм (1731 – 1792).

## Фамилия
Ото Валдбот фон Басенхайм се жени на 25 март 1477 г. за Аполония фон Драхенфелс († 1501), дъщеря на бургграф Годехарт II фон Драхенфелс († 1457) и Елизабет фон Айх, наследничка на Олдбрюк († 1457/1458). Те имат две деца:
- Антон Валдбот фон Басенхайм († 17 февруари 1537), женен на 23 март 1509 г. за 	Елизабет Грайфенклау-Фолрадс († 1538/1544), дъщеря на Ханс Грайфенклау фон Фолрадс († 1502) и Ева фон Елц/Елтц († 1509/1501).
- Луция Валдбот фон Басенхайм († 1511), омъжена на 23 септември 1507 г. за Вилхелм фон Бернзау († 1529).